# Urtė Neniškytė
Urtė Neniškytė (née le 2 novembre 1983) est une neuroscientifique lituanienne. Son champ d'action scientifique principal concerne l'interaction des neurones et des cellules immunitaires dans le cerveau. Elle étudie les mécanismes cellulaires de la maladie d'Alzheimer et est co-autrice des premiers articles sur la mort cellulaire en relation avec la phagocytose.

## Éducation
Neniškytė termine son baccalauréat universitaire (licence / maîtrise) en biochimie à l'Université de Vilnius en juin 2006. Au cours de son cursus de licence, elle effectue un stage au Laboratoire européen de biologie moléculaire à Heidelberg, en Allemagne. Son mémoire de maîtrise porte sur Investigation of retrograde transport of heat shock protein Hsp47' à la Cell Biology and Biophysics Unit de l'EMBL. Neniškytė poursuit ses études à l'Université de Vilnius et obtient un mastère 2 de biochimie en 2008. Elle effectue sa thèse « Application of microRNAs for fluorescent microscopy-based functional analysis » à l'Institut BioQuant (Center for Quantitative Analysis of Molecular and Cellular Biosystems) à Heidelberg University, Allemagne. Elle termine son cursus de doctorat en biochimie au St John's College de l'Université de Cambridge, au Royaume - Uni en juillet 2012. Son sujet de thèse de doctorat porte sur « Amyloid β and microglial phagocytosis ». Son objectif est de démontrer le rôle de la fonction phagocytaire microgliale dans la perte neuronale induite par le peptide Aβ de la maladie d'Alzheimer. Grâce à la destruction de cultures de cellules animales et aux manipulations pharmacologiques, elle démontre que la perte neuronale induite par les concentrations subneurotoxiques d'Aβ est induite par la phagocytose microgliale.

## Carrière
En février 2012, Neniškytė obtient un poste d'associée de recherche au Département de biochimie de l'Université de Cambridge. Elle participe à un projet collaboratif avec le professeur Peter St George-Hyslop sur les gènes à risque de la maladie d'Alzheimer à début tardif et comment ils modulent l'activation microgliale. Ensuite elle devient boursière pour une courte durée à l'Institut de neurosciences du LSMU de Kaunas.
En novembre 2012, Neniškytė commence à travailler comme consultante scientifique à l'UAB Expertus Vilnensis. Elle contribue au développement de l'automatisation de l'anatomopathologie en Lituanie.
De 2013 à 2016, Neniškytė est stagiaire à l'EMBL dans le cadre du programme post-doctoral Marie Skłodowska-Curie. Elle étudie le rôle de l'élagage synaptique durant sa phase de développement, afin d'identifier les étiquettes moléculaires candidates qui induisent la discrimination entre les synapses faibles et fortes pendant la phase de maturation du circuit.
Neniškytė travaille actuellement comme chercheuse Marie Sklodowska Curie expérimentée au Département de neurobiologie et de biophysique du Centre des sciences de la vie de l'Université de Vilnius. Son équipe cherche à définir des voies de signalisation moléculaire qui conduisent à l'élagage du développement des synapses inutiles, au cours duquel les cellules immunitaires du cerveau suppriment les connexions inutiles du réseau de neurones en développement, afin de créer les conditions pour la formation d'un réseau structurellement et fonctionnellement développé.
Depuis 2006, elle est membre de la Lithuanian Biochemical Society et de la Lithuanian Neuroscience Association et depuis 2017 elle est membre du conseil d'administration du Research Council de Lituanie. Elle est également membre de la Biochemical Society (2010) et de la Society for Neuroscience (2013).

## Prix
En reconnaissance de ses travaux scientifiques, Neniškytė reçoit le prix L'Oréal-UNESCO Baltique pour les femmes et la science le 26 mai 2017. Elle est la première scientifique lituanienne à le recevoir. Neniškytė est également l'une des 15 lauréates à recevoir le prix International Rising Talents L'Oréal-UNESCO pour les femmes et la science en 2019,,. Parmi ses autres récompenses notables citons :
IBRO Return Home Fellowship (2017), pour soutenir la création de son équipe de recherche à l'Université de Vilnius.
Bourse individuelle Marie Skłodowska-Curie (2016), pour son projet à l'Université de Vilnius.
Bourse intra-européenne Marie Skłodowska-Curie (2012), pour son projet au Laboratoire européen de biologie moléculaire.

## Publications
- (en) Weinhard L, di Bartolomei G, Bolasco G, Machado P, Schieber NL, Neniskyte U, Exiga M, Vadisiute A, Raggioli A, Schertel A, Schwab Y, Gross CT, « Microglia remodel synapses by presynaptic trogocytosis and spine head filopodia induction », Nat Commun 9,‎ 26 mars 2018, article no 1228 (DOI 10.1038/s41467-018-03566-5, lire en ligne)
- (en) Weinhard L, Neniskyte U, Vadisiute A, di Bartolomei G, Aygün N, Rivière L, Zonfrillo F, Dymecki S, Gross C, « Sexual dimorphism of microglia and synapses during mouse postnatal development », Dev Neurobiol., vol. 78,‎ juin 2018, p. 618-626, article no 6 (DOI 10.1002/dneu.22568, résumé)
- (en) Neniskyte U & Gross C, « Errant gardener : glia -dependent developmental synaptic pruning and psychiatric disorders », Nature Reviews Neuroscience 18,‎ 21 septembre 2017, p. 658–670 (DOI 10.1038/nrn.2017.110, résumé)
- (en) Neniskyte U, Fricker M, Brown GC, « Amyloid β induces microglia to phagocytose neurons via activation of protein kinase Cs and NADPH oxidase, Int J Biochem Cell Biol. », The International Journal of Biochemistry & Cell Biology, vol. 81 partie B,‎ décembre 2016, p. 346-355 (DOI 10.1016/j.biocel.2016.06.005, résumé)
- (en) Neniskyte U, Vilalta A, Brown GC, « Tumour necrosis factor alpha-induced neuronal loss is mediated by microglial phagocytosis », FEBS Lett., vol. 588,‎ 25 août 2014, p. 2952-2956, article no 17 (DOI 10.1016/j.febslet.2014.05.046, résumé)
- (en) Neher JJ, Neniskyte U, Hornik T, Brown GC, « Inhibition of UDP/P2Y6 purinergic signaling prevents phagocytosis of viable neurons by activated microglia in vitro and in vivo », Glia, vol. 62, no 9,‎ septembre 2014, p. 1463-1475 (DOI 10.1002/glia.22693, résumé)
- (en) Hornik TC, Neniskyte U, Brown GC, « Inflammation induces multinucleation of Microglia via PKC inhibition of cytokinesis, generating highly phagocytic multinucleated giant cells », J Neurochemistry, vol. 128, no 5,‎ 4 octobre 2013, p. 650-661 (DOI 10.1111/jnc.12477, résumé)
- (en) U Neniskyte Affiliation: University of Cambridge, Cambridge, UK.; GC Brown, « Analysis of microglial production of reactive oxygen and nitrogen species dans : Joseph B., Venero J. (éds.) Microglia. Methods in Molecular Biology (Methods and Protocols) », Microglia, vol. 1041,‎ 12 juin 2013, p. 103-111 (DOI 10.1007/978-1-62703-520-0_12, résumé)
- (en) Neniskyte U, Brown GC, « Lactadherin/MFG-E8 is essential for microglia-mediated neuronal loss and phagoptosis induced by amyloid β », Journal of Neurochemistry, vol. 126,‎ 4 mai 2013, p. 312-317, article no 3 (DOI 10.1111/jnc.12288, résumé)
- (en) Neher JJ, Neniskyte U, Brown GC, « Primary phagocytosis of neurons by inflamed microglia: potential roles in neurodegeneration », Front. Pharmacol., vol. 3,‎ 28 février 2012, article no 27 (DOI 10.3389/fphar.2012.00027, lire en ligne)
- (en) Neniskyte U, Neher JJ, Brown GC, « Neuronal death induced by nanomolar amyloid β is mediated by primary phagocytosis of neurons by microglia », The Journal of Biological Chemistry, vol. 286,‎ 18 novembre 2013, p. 39904-39913, article no 46 (DOI 10.1074/jbc.M111.267583, résumé)
- (en) Neher JJ, Neniskyte U, Zhao JW, Bal-Price A, Tolkovsky AM, Brown GC, « Inhibition of microglial phagocytosis is sufficient to prevent inflammatory neuronal death », The Journal of Immunology, vol. 186,‎ 15 avril 2011, p. 4973-4983, article no 8 (DOI 10.4049/jimmunol.1003600, résumé)